# William Hughes

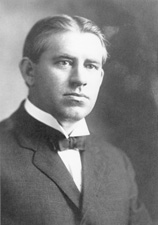
William Hughes

William Hughes, född 3 april 1872 i Drogheda, Louth, död 30 april 1918 i Trenton, New Jersey, var en irländsk-amerikansk politiker (demokrat). Han representerade delstaten New Jersey i båda kamrarna av USA:s kongress, först i representanthuset 1903-1905 samt 1907-1912 och sedan i senaten från 1913 fram till sin död.
Hughes kom 1880 till USA med sina föräldrar och han växte upp i Paterson. Han arbetade som stenograf i New York och deltog i spansk-amerikanska kriget i USA:s armé. Han studerade sedan juridik och inledde år 1900 sin karriär som advokat i Paterson.
Hughes blev 1902 invald i representanthuset. Han kandiderade i kongressvalet 1904 till omval men besegrades av republikanen Henry C. Allen som sedan inte kandiderade till omval i kongressvalet 1906. Hughes kom tillbaka i kongressvalet 1906 och han omvaldes två gånger. Han avgick som kongressledamot i september 1912 för att arbeta som domare i Passaic County.
Hughes efterträdde 1913 Frank O. Briggs som senator för New Jersey. Han avled i ämbetet och hans grav finns på Cedar Lawn Cemetery i Paterson.